# Joseph Engle
Joseph Henry Engle (26. srpna 1932, Chapman, Kansas, USA – 10. července 2024, Houston, Texas, USA) byl americký testovací pilot a astronaut, 104. člověk ve vesmíru. Zapojil se do vesmírného programu Apollo a absolvoval dva kosmické lety v raketoplánech Space Shuttle.

## Život

### Vzdělání a výcvik
Po základní a střední škole vystudoval kansaskou univerzitu (University of Kansas) v roce 1955 s diplomem leteckého inženýra. 
Další vzdělání získal v pilotní škole při americké základně Edwards AFB v Kalifornii, ukončil ji zdárně v roce 1963. Již pod NASA v rámci programu X-15 absolvoval 16 letů na palubě tohoto raketového letounu ve výškách nad 50 km nad Zemí, při 3 z nich vystoupal dokonce do výšek nad 80 km.
V roce 1966 nastoupil do páté skupiny budoucích astronautů. Byl pilotem lunárního modulu v záložní posádce Apollo 14 a podle původních plánů měl ve stejné pozici letět na Měsíc v misi Apollo 17. Kvůli zkrácení programu o tři mise však NASA později jeho místo obsadila geologem Harrisonem Schmitttem. 
Engle se poté přeškolil na lety raketoplánů Space Shuttle a aktivně se zapojil do jeho vývoje. Spolu s Richardem Trulym tvořili v roce 1977 posádku dvou z pěti zkušebních letů, jimiž NASA testovala přiblížení k přistávací dráze a přistání raketoplánu po vypuštění z hřbetu letadlového nosiče ve výšce 6 až 8 kilometrů nad Zemí.

### Lety do vesmíru
Byl – opět s Trulym – členem záložní posádky historicky prvního letu amerických raketoplánů STS-1 a díky hlavní posádky letu druhého. Na palubě Columbie při jejím druhém zkušebním letu v roce 1981 odstartovali z mysu Canaveral na Floridě a obletěli 36× Zemi, aby kvůli poruchám baterií přistáli na základně Edwards v Kalifornii předčasně po dvou dnech. Za zmínku stojí, že Engle byl na celých 40 let posledním astronautem, který velel posádce již při svém prvním kosmickém letu. Po něm takovou šanci dostal až Raja Chari, velitel mise SpaceX Crew-3 v letech 2021 a 2022.
Engle o čtyři roky později letěl jako velitel na raketoplánu Discovery. Start i přistání proběhlo na stejných místech, jako při prvním letu. Na palubě s ním byli astronauti pplk. Richard Covey, William Fisher, James van Hoften a John Lounge. Pětice astronautů během sedmidenního letu vypustila na oběžnou dráhu tři družice: ASC-1, AUSSAT 1 a Leasat 4. Poté na oběžné dráze kontaktovali nefunkční družici Leasat 3 a dokázali ji oživit. Tím splnili všechny úkoly letu.
Během dvou svých letů strávil ve vesmíru 9 dní.
- STS-2, Columbia (12. listopadu 1981 – 14. listopadu 1981)
- STS-51-I, Discovery (27. srpna 1985 – 3. září 1985)

### Po ukončení letů
Po odchodu z NASA i z vojenského letectva v roce 1986 několik let působil ještě v jeho podpůrné organizaci, Letecké národní gardě USA. V roce 1989 se stal dvouhvězdičkovým generálem (Major General). Během své vojenské kariéry nalétal na 180 různých typech letadel přes 14 tisíc letových hodin.
V roce 2001 byl v Ohiu zapsán do National Aviation Hall of Fame (Národní letecká síň slávy).

### Osobní život
Byl ženatý a měl dvě děti. Používal přezdívku Joe.
Zemřel 10. července 2024 v rodinném kruhu ve svém domově v Houstonu v Texasu. Zajímavostí je, že jeho nejbližší vesmírný kolega Richard Truly zemřel jen o několik měsíců dříve, 27. února 2024.